# Cliffhanger : Traque au sommet
Cet article concerne le film de Renny Harlin. Pour le jeu vidéo adapté du film, voir Cliffhanger.
Pour les articles homonymes, voir Cliffhanger (homonymie).
Pour plus de détails, voir Fiche technique et Distribution.
Cliffhanger : Traque au sommet  ou La Falaise de la mort au Québec (Cliffhanger) est un film américano-franco-italo-japonais réalisé par Renny Harlin et sorti en 1993.
Présenté hors compétition en avant-première au festival de Cannes 1993, il marque le retour sur le devant de la scène de Sylvester Stallone, qui venait de subir plusieurs échecs retentissants dans la comédie.

## Synopsis
Gabriel « Gabe » Walker est alpiniste-secouriste dans les montagnes Rocheuses. Il part à la recherche de son ami et collègue Hal Tucker, blessé et coincé avec son amoureuse Sarah au sommet d'un pic. Durant l'intervention, Sarah meurt en tombant d'un câble tendu entre deux sommets. Traumatisé et se sentant responsable, Gabe quitte la région et décide d'abandonner le métier de guide.
Huit mois plus tard, un avion fédéral transportant des fonds monétaires est attaqué par le mercenaire Eric Qualen et ses hommes, puis s'écrase dans la montagne. Hal est contacté par les survivants et part à leur rencontre. Gabe, qui est revenu chez sa collègue et compagne Jessie pour prendre des affaires, est mis au courant et décide d'aider Hal. Mais lorsqu'ils arrivent sur les lieux du crash, ils se retrouvent pris en otage par les rescapés mal intentionnés qui veulent récupérer trois valises pleines d'argent qui sont tombées de l'avion pendant le crash. Gabe parvient à leur fausser compagnie, mais Hal est pris en otage et contraint d'aider Qualen et ses hommes à retrouver les valises. Dès lors, Gabe et sa compagne Jessie tentent l'impossible pour sauver Hal et éliminer les mercenaires un par un.

## Fiche technique
Sauf indication contraire, les informations mentionnées dans cette section peuvent être confirmées par la base de données cinématographiques IMDb,  présente dans la section « Liens externes ».
- Titre original : Cliffhanger
- Titre français : Cliffhanger : Traque au sommet
- Titre québécois : La Falaise de la mort
- Réalisation : Renny Harlin
- Scénario : Michael France et Sylvester Stallone, d'après une idée de John Long
- Musique : Trevor Jones
- Directeur de la photographie : Alex Thomson
- Costumes : Ellen Mirojnick
- Sociétés de production : Carolco Pictures, Le Studio Canal+, Pioneer Corporation et RCS Video
- Distribution : TriStar (États-Unis), Columbia TriStar Films (France)
- Pays de production :  États-Unis,  France,  Italie et  Japon
- Genre : action, thriller
- Durée : 113 minutes
- Budget : 70 millions de dollars[1]
- Dates de sortie :
  - États-Unis : 28 mai 1993
  - France : 6 octobre 1993

## Distribution
- Sylvester Stallone (VF : Alain Dorval et VQ : Pierre Chagnon) : Gabriel « Gabe » Walker, alpiniste-secouriste
- John Lithgow (VF : Dominique Collignon-Maurin et VQ : Guy Nadon) : Eric Qualen
- Michael Rooker (VF : Patrick Floersheim et VQ : Pierre Auger) : Hal Tucker
- Janine Turner (VF : Virginie Méry et VQ : Chantal Baril) : Jessie Deighan
- Rex Linn (VF : Mario Santini et VQ : Claude Préfontaine) : Richard Travers, l'agent du Trésor
- Caroline Goodall (VF : Frédérique Cantrel) : Kristel, la compagne de Qualen
- Leon Robinson (VF : Bruno Dubernat et VQ : Éric Gaudry) : Kynette
- Craig Fairbrass (VF : Patrick Messe et VQ : Jean-Luc Montminy) : Delmar
- Gregory Scott Cummins (VF : Patrick Poivey) : Ryan
- Denis Forest : Heldon
- Michelle Joyner : Sarah
- Max Perlich (VF : Jean-François Vlérick) : Evan
- Paul Winfield (VF : Jacques Frantz) : Walter Wright
- Ralph Waite (VF : Michel Bardinet et VQ : Aubert Pallascio) : Frank
- Trey Brownell (VF : Philippe Vincent) : Brett
- Zach Grenier : Davis
- Vyto Ruginis (VF : Pascal Renwick) : Mathesen, l'agent du FBI
- Don S. Davis (VF : Hervé Jolly) : Stuart
- Bruce McGill : un agent du Trésor

## Production

### Genèse et développement
Sylvester Stallone est à l'époque sous contrat pour plusieurs films avec Carolco Pictures, dont une comédie intitulée Bartholomew Vs. Neff de John Hughes avec John Candy. Le second projet est Isobar, un film de science-fiction horrifique, qui intéresse des réalisateurs comme Ridley Scott et Roland Emmerich,,.
Un autre projet Carolco est un film catastrophe intitulé Gale Force, réalisé par Renny Harlin. La première version du script est signée par David Chappe en 1984. Six autres versions seront écrites entre 1987 et 1989. Carolco achète alors le script final pour  500 000 $ (avec un bonus de 200 000 $). Renny Harlin obtient un salaire de 3 millions de dollars pour le réaliser. Son contrat lui confère un contrôle total sur le projet. Il demande alors de nombreuses réécritures du script, notamment plus de scènes d'action. Entre 1990 et 1991, Carolco dépense près de 4 millions pour développer de nouvelles versions du script. L'un des scénaristes est Joe Eszterhas. Il est ainsi payé 500 000 $ pour écrire sa version. Il en fait alors un thriller plutôt érotique, qui est rejeté. En raison des dépenses qui s'accumulent, Carolco abandonne le projet seulement deux semaines avant le début supposé de la production. Renny Harlin conserve son salaire et décide malgré tout de continuer à travailler avec Sylvester Stallone. Ils se focalisent alors sur Cliffhanger, un autre projet Carolco au budget de 70 millions de dollars,,,,,.
L'idée du film est imaginée par l'escaladeur et auteur John Long. Le scénario est ensuite écrit par Michael France et Sylvester Stallone.

### Attribution des rôles
David Bowie est le premier choix pour incarner Eric Qualen. Alors que Bryan Ferry est un temps envisagé, Christopher Walken est finalement choisi. Il quitte cependant le projet peu avant le début du tournage. John Lithgow est alors engagé tout juste avant le tournage.
Le rôle de Jessie Deighan est proposé à Dana Delany.

### Tournage

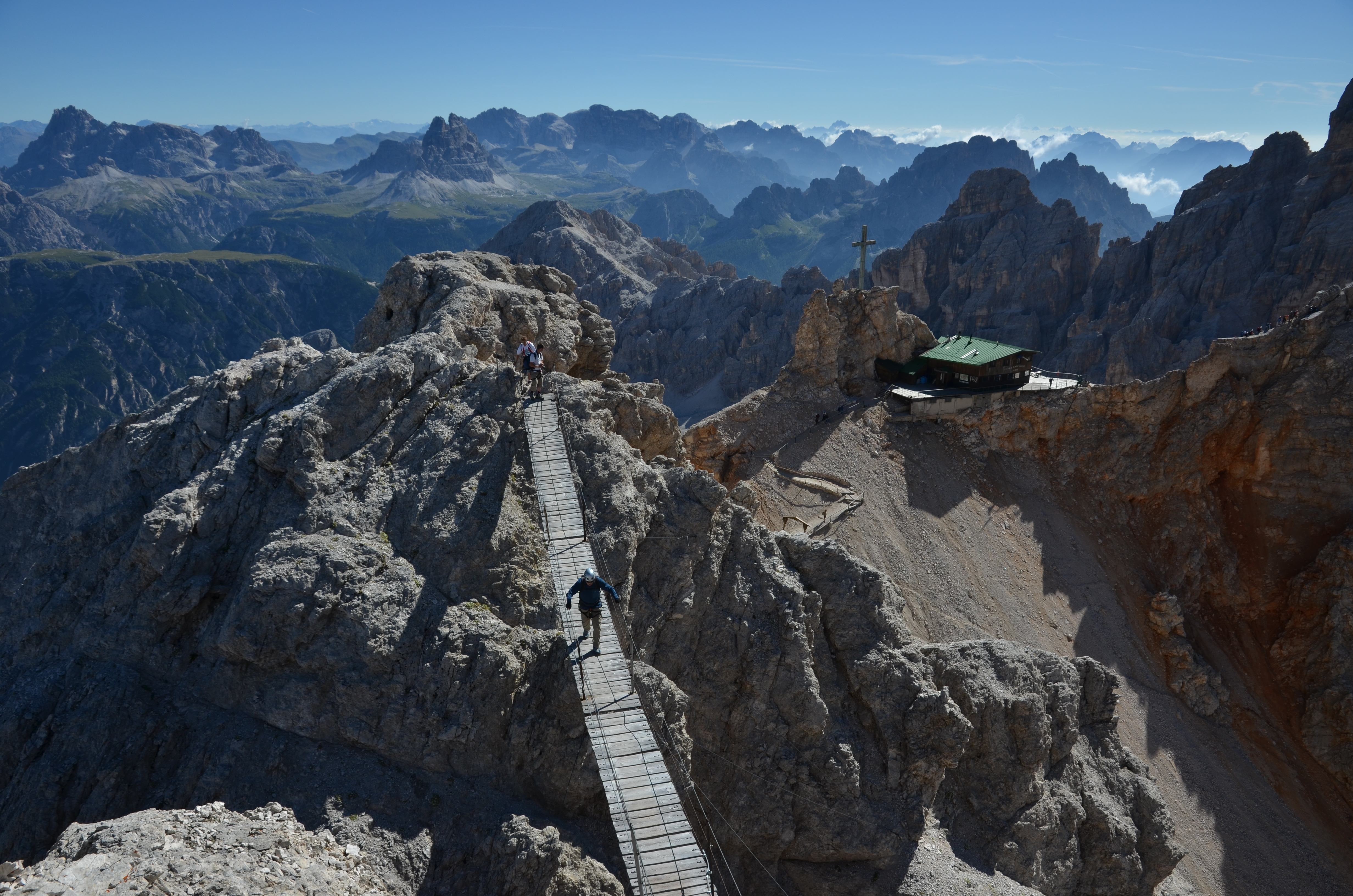
La via ferrata Ivano Dibona utilisée au début du film

Le tournage a lieu d'avril à août 1992, principalement à Cortina d'Ampezzo, une ville italienne des Dolomites. Le pont utilisé dans la scène d'introduction est celui de la via ferrata Ivano Dibona. Les sommets des Tofane ont servi de cadre à plusieurs séquences d'escalade. En Italie, l'équipe tourne également dans les studios Cinecittà de Rome.
Le tournage a également lieu à Durango dans le Colorado. La production a également pu tourner dans une réserve de la tribu des Utes dans le Colorado.
Pour les scènes d'escalade, Sylvester Stallone est doublé sur le tournage par Ron Kauk et Wolfgang Güllich.

## Accueil

### Critique
Le film reçoit des critiques partagées. Sur l'agrégateur américain Rotten Tomatoes, il récolte 68% d'opinions favorables pour 53 critiques et une note moyenne de 6,23⁄10. Sur Metacritic, il obtient une note moyenne de 60⁄100 pour 16 critiques.

### Box-office
Le film connait un large succès mondial, avec plus de 250 millions de dollars de recettes à travers le monde. En France, il atteint la 8e place du box-office annuel de 1993.
| Pays ou région | Box-office        | Date d'arrêt du box-office | Nombre de semaines |
| -------------- | ----------------- | -------------------------- | ------------------ |
| États-Unis     | 84 049 211 $      | 12 août 1993               | 11                 |
| France         | 2 653 464 entrées | -                          | -                  |
| Total mondial  | 255 000 211 $     | -                          | -                  |

## Distinctions

### Récompenses
- ASCAP Film and Television Music Awards 1994 :
  - Meilleur box-office de films
- CAS Award 1994 :
  - Meilleur mixage de sons en par la Cinema Audio Society
- MTV Movie Awards 1994 :
  - Meilleure scène d'action

### Nominations
- 66e cérémonie des Oscars :
  - Meilleurs son
  - Meilleur montage son
- Japanese Academy 1994 :
  - Meilleur film étranger
- Présenté hors compétition au Festival de Cannes 1993.

## Autour du film
- Le film est dédié à Wolfgang Güllich, un grimpeur professionnel allemand qui a doublé Sylvester Stallone pour le film. Il est décédé d'un accident de la route en août 1992, peu après la fin du tournage[11].
- Le film est cité dans le Livre Guinness des records pour la cascade aérienne la plus chère. Simon Crane (en) est payé 1 million de dollars pour ce saut d'un avion à un autre à une altitude de 4 600 m[19],[11].